# Opytne (raïon de Bakhmout)
Opytne (ukrainien : Опитне ; russe : Опытное) est une localité rurale du raïon de Bakhmut (district) dans l'oblast de Donetsk à l'est de l'Ukraine et à 64,7 km au nord-nord-est du centre de la ville de Donetsk. 
Depuis octobre 2022, elle est sous le contrôle des forces armées russes, d'après les sources russes ou pro-russes. Les sources ukrainiennes ne confirment cependant pas tout de suite cette prise.

## Pendant la guerre russo-ukrainienne
Opytne est bombardée en 2015 pendant la guerre du Donbass mais aucune victime n'est signalée. 
Le 13 octobre 2022, la république populaire de Donetsk annonce que "les troupes de la RPD et RPL, avec le soutien des forces armées russes, ont "libéré" Opytne et Ivanhrad". Cependant, les forces armées de l'Ukraine n'ont jamais confirmé cette affirmation. Le 11 novembre 2022, Opytne est totalement conquise par la RPD et les forces russes, d'après l'institut pour l'étude de la guerre (ISW).

## Démographie
En 2001, le village comptait 1 951 habitants ; ce nombre tombait à 1542 en 2014, après le début de la guerre du Donbass.